# Shift
En skiftetast eller shift-tast (også kaldet omskifter eller skiftenøgle) er en tast på et tastatur til at skifte til versaler. Der er typisk to sådanne taster på tastaturet, højre og venstre skiftetast.
Navnet stammer fra mekaniske skrivemaskiner, hvor skiftetasten hæver maskinens skrivevalse.
Hermed rammes papiret af den øvre del af typearmen, hvilket giver versaler og specialtegn.
Ved at aktivere skiftelåsen holdes skiftetasten i nedtrykt tilstand, og omskifteren bruges da til at sænke valsen og skrive med små bogstaver.
| § ½ | ! 1 | " 2___@ | # 3_ __£ | ¤ 4_ __$ | % 5 | & 6 | / 7_ __{ | ( 8_ __[ | ) 9_ __] | = 0_ __} | ? + | ` ´_ __\| | ←––– Backspace |

| Tab | Q | W | E___€ | R | T | Y | U | I | O | P | Å | ^_ __~ ¨ |  | Enter ←┘ |

| Caps Lock | A | S | D | F | G | H | J | K | L | Æ | Ø | * ' |  |

| Shift ↑ | > <_ __\ | Z | X | C | V | B | N | M | ; , | : . | _ - | Shift ↑ |

| Ctrl | Win Key | Alt | Space (el. Mellemrum) | Alt Gr | Win Key | Menu | Ctrl |  |

| Hardware | Spire Denne artikel om computere og anden hardware er en spire som bør udbygges. Du er velkommen til at hjælpe Wikipedia ved at udvide den. |